# Cecaumeno
Cecaumeno fue un militar de la aristocracia y escritor bizantino del siglo XI que escribió un libro titulado Στρατηγικόν (Strategikón). Se trata de una obra escrita en forma de parénesis, en lengua griega, con incorporación de algunas expresiones latinas y que incluye contenido político y estratégico. La compuso hacia los años 1075-1078, hacia el final de su vida.
El nombre de la obra se debe a la mayor extensión de uno de los capítulos, dedicado a aconsejar al estratego.

## Datos biográficos
Los escasos datos biográficos que se conocen sobre su vida proceden de referencias de su obra.
Su abuelo materno se llamaba Demetrio el Polemarca, y su abuelo paterno se llamaba Cecaumeno, como él: ambos fueron militares. Su propio padre también se llamaba Cecaumeno.
Se sabe sobre él que fue un militar que participó en numerosas campañas, por lo que adquirió experiencia en temas geográficos, políticos e internacionales. Fue estratego en Larisa; tomó parte en la campaña del emperador Miguel V contra los búlgaros, dirigidos por Pedro Delyan en 1041 y también vivió los acontecimientos del año 1042, cuando hubo una sublevación popular en Constantinopla contra Miguel V.

## Posible identificación con Cecaumeno Catacalón
Algunos estudiosos, como Georgina Bucker en 1936, formularon la teoría de que el autor del Strategikón era la misma persona que un gran general llamado Cecaumeno Catacalón. Sin embargo, otros historiadores como Paul Lamerle y Mátyás Gyóni, y con ellos la mayoría de la crítica, rechazaron esta identificación. Juan Signes Codoñer, por su parte, considera que la cuestión de la identificación de ambos personajes aún no está cerrada.